# Santa María (Tekax)
Santa María es una localidad del municipio de Tekax, estado de Yucatán, en México. 

## Toponimia
El nombre (Santa María) hace referencia a María de Nazaret.

## Importancia histórica
Tuvo su esplendor durante la época del auge henequenero y emitió fichas de hacienda las cuales por su diseño son de interés para los numismáticos. Dichas fichas acreditan la hacienda como propiedad de Ritter y Bocks Sucs. S. en C.

## Demografía
Según el censo de 2010 realizado por el INEGI, la población de la localidad era de 1 habitante.
| 0                           | 0 | 0 | 0 | 1 |
| (Fuente: INEGI [Consultar]) |   |   |   |   |